# Resolutie 1556 Veiligheidsraad Verenigde Naties
Resolutie 1556 van de Veiligheidsraad van de Verenigde Naties werd door de
VN-Veiligheidsraad aangenomen op 30 juli 2004 en legde een wapenembargo op tegen alle niet-overheidsentiteiten in Soedan. De resolutie werd aangenomen met 13 stemmen voor, geen tegen en 2 onthoudingen van China en Pakistan.

## Achtergrond
Al in de jaren 1950 was zwarte zuiden van Soedan in opstand gekomen tegen het overheersende Arabische noorden. De vondst van aardolie in het zuiden maakte het conflict er enkel maar moeilijker op. In 2002 kwam er een staakt-het-vuren en werden afspraken gemaakt over de verdeling van de olie-inkomsten. Verschillende rebellengroepen waren hiermee niet tevreden en in 2003 ontstond het conflict in Darfur tussen deze rebellen en de door de regering gesteunde janjaweed-milities. Die
laatsten gingen over tot etnische zuiveringen en in de volgende jaren werden in Darfur grove mensenrechtenschendingen gepleegd waardoor miljoenen mensen op de vlucht sloegen.

## Inhoud

### Waarnemingen
De Veiligheidsraad bleef bezorgd over de humanitaire crisis en mensenrechtenschendingen, waaronder aanvallen op de bevolking die honderdduizenden mensenlevens in gevaar brachten, in Darfur en veroordeelde het geweld en de mensenrechtenschendingen door vooral de Janjaweed. De Soedanese overheid had toegezegd de gewelddadigheden te onderzoeken en de verantwoordelijken te vervolgen, alsook de Janjaweed-milities te
ontwapenen.
Intussen hadden een miljoen mensen humanitaire hulp nodig en waren 200.000 mensen naar buurland Tsjaad gevlucht. Men was bezorgd om de Janjaweed-invallen in Tsjaad. Het land had een akkoord gesloten met Soedan om de grens te beveiligen.

### Handelingen
Soedan werd opgeroepen zijn toezeggingen waar te maken door vooral alle beperkingen op hulpverlening op te heffen, mee te werken met het onafhankelijk onderzoek naar mensenrechtenschendingen en de gesprekken met de rebellengroepen in Darfur te hervatten. Intussen waren ook internationale waarnemers onder leiding van de Afrikaanse Unie actief in Darfur. Bij de rebellen werd aangedrongen het staakt-het-vuren van 8 april
op te volgen en het geweld te staken. Soedan moest van zijn kant de Janjaweed-milities ontwapenen en hun leiders berechten.
De Veiligheidsraad besloot een wapenembargo op te leggen tegen iedereen in Soedan behalve de overheid. Die maatregelen zouden gelden totdat Soedan aan zijn toezeggingen had voldaan.
Ten slotte werd de speciale politieke missie uit resolutie 1547 met 90 dagen verlengd tot 10 december.

## Verwante resoluties
- Resolutie 1547 Veiligheidsraad Verenigde Naties
- Resolutie 1564 Veiligheidsraad Verenigde Naties
- Resolutie 1574 Veiligheidsraad Verenigde Naties

Lijst ·  1522 ·  1523 ·  1524 ·  1525 ·  1526 ·  1527 ·  1528 ·  1529 ·  1530 ·  1531 ·  1532 ·  1533 ·  1534 ·  1535 ·  1536 ·  1537 ·  1538 ·  1539 ·  1540 ·  1541 ·  1542 ·  1543 ·  1544 ·  1545 ·  1546 ·  1547 ·  1548 ·  1549 ·  1550 ·  1551 ·  1552 ·  1553 ·  1554 ·  1555 ·  1556 ·  1557 ·  1558 ·  1559 ·  1560 ·  1561 ·  1562 ·  1563 ·  1564 ·  1565 ·  1566 ·  1567 ·  1568 ·  1569 ·  1570 ·  1571 ·  1572 ·  1573 ·  1574 ·  1575 ·  1576 ·  1577 ·  1578 ·  1579 ·  1580